# On the Shoulders of Giants: The Great Works of Physics and Astronomy
On the Shoulders of Giants: The Great Works of Physics and Astronomy (título no Brasil: Os Gênios da Ciência: Sobre os Ombros de Gigantes, título em Portugal: Aos Ombros de Gigantes: As Grandes Obras da Física e Astronomia) é uma compilação de textos científicos editados e com comentários do físico teórico britânico Stephen Hawking. A versão original do livro foi publicada em 2002 pela Running Press. No livro constam textos de Nicolau Copérnico, Galileu Galilei, Johannes Kepler, Isaac Newton e Albert Einstein.